# 洛佐瓦 (索斯尼齊亞區)
51°35′40″N 32°31′29″E / 51.59444°N 32.52472°E
洛佐瓦（烏克蘭語：Лозова），是烏克蘭北部的村莊，隸屬切爾尼希夫州的科留基夫卡區。該村始建於1672年，面積0.39平方公里，海拔高度123米，2001年人口41，人口密度每平方公里105.1人。